# Ahmad Awad bin Mubarak

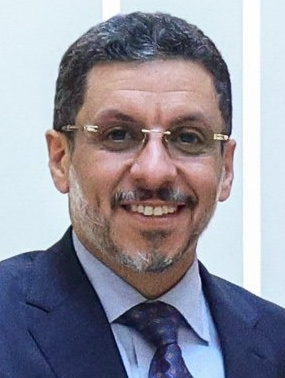
Ahmad Awad bin Mubarak (2024)

Ahmad Awad bin Mubarak (arabisch أحمد عوض بن مبارك, DMG Aḥmad ʿAwaḍ b. Mubārak; * 1968 in Aden, Volksrepublik Südjemen) ist ein jemenitischer Politiker, der von Februar 2024 bis Mai 2025 Premierminister des Jemen war. 

## Laufbahn
Mubarak wurde als Sohn eines Unternehmers in Aden geboren. Er promovierte in Betriebswirtschaft an der Universität Bagdad und war Professor an der Universität Sanaa, wo er das Zentrum für Betriebswirtschaft leitete, das von der Universität Sanaa und der Maastricht School of Management (MSM) gemeinsam verwaltet wird. Er war auch an der University of Science and Technology in Aden in leitender Funktion tätig. Bin Mubarak half zudem als Berater bei internationalen Entwicklungsprojekten im Jemen, wobei er zahlreiche internationale Kontakte knüpfte.
Im März 2013 wurde bin Mubarak zum Generalsekretär der National Dialogue Conference gewählt, die sich aus Vertretern aller politischen Parteien und zivilgesellschaftlichen Gruppen zusammensetzt und mit der Durchführung von Reformen beauftragt wurde. Die Konferenz wurde im Januar 2014 aufgelöst, nachdem sie ein föderales politisches System für das Land befürwortet hatte. Bin Mubarak wurde in der Folgezeit zum Stabschef des Präsidenten befördert.
Nach der Einnahme der Hauptstadt Sanaa durch die Huthi und dem Rücktritt von Premierminister Mohammed Basindawa wurde bin Mubarak im Oktober 2014 von Präsident Abed Rabbo Mansur Hadi trotz des Widerstands der Huthi zum Premierminister ernannt. Auf Druck der Huthi zog sich bin Mubarak jedoch zurück und trat das Amt nicht an. Bin Mubarak wurde am 17. Januar 2015 in Sanaa von bewaffneten Männern entführt, die vermutlich den ehemaligen Präsidenten Ali Abdullah Saleh unterstützten. Am 21. Januar einigten sich Huthi und Regierungsvertreter auf ein Abkommen zur Beendigung einer monatelangen militärischen und politischen Pattsituation in der Hauptstadt, das Berichten zufolge auch die Freilassung von bin Mubarak beinhalten sollte, aber das Abkommen brach zusammen und die Regierung von Mansur Hadi trat zurück. Bin Mubarak wurde am 27. Januar, zehn Tage nach Beginn seiner Entführung, im Gouvernement Schabwa freigelassen.
Am 3. August 2015 wurde er zum jemenitischen Botschafter in den Vereinigten Staaten ernannt, 2018 auch zum Botschafter bei den Vereinten Nationen. Im Dezember 2020 wurde er schließlich Außenminister. Am 5. Februar 2024 ernannte der international anerkannte jemenitische Präsidialrat bin Mubarak zum Premierminister. Er löste damit Maeen Abdul Malek ab. Da bin Mubarak den Interessen Saudi-Arabiens nahesteht und ein Gegner der Huthi ist, wurde gewarnt, dass seine Ernennung den Konflikt im Land verschärfen könnte. Am 3. Mai 2025 trat er nach einem Konflikt mit dem Vorsitzenden des Präsidialrats des Jemen, Rashad al-Alimi, zurück; zu seinem Nachfolger ernannte der Präsidialrat noch am selben Tag Finanzminister Salem Saleh bin Braik.